# Giuseppe Girani
Giuseppe Girani, detto Bepi (Venezia, 7 luglio 1897 – Venezia, 1º settembre 1951), è stato un calciatore e allenatore di calcio italiano, di ruolo difensore.

## Carriera

### Giocatore
Gioca con la maglia del Padova dal 1920 al 1927 e nella stagione 1929-1930, per un totale di 116 partite nelle quali ha segnato 7 gol. Nell'estate 1923, pur militando nella formazione veneta, fu aggregato alla rosa del Genoa per la tournée sudamericana che vide i rossoblù impegnati tra l'altro contro la nazionale uruguaiana e quella argentina.
Ha giocato per la squadra della sua città natale, il Venezia, nella stagione 1927-1928.
Tornato alla società patavina, nella sua ultima stagione da giocatore ha partecipato alla prima edizione del campionato di Serie A.

### Allenatore
Nel 1939-1940 e ancora nel 1945-1946 allena il Venezia. Guida poi il Treviso, venendo sostituito da Vincenzo Migotti, e il Modena. Nella stagione 1946-1947 è alla guida della Triestina come Direttore tecnico, affiancando l'allenatore Mario Varglien. Nel 1947-1948 sostituisce Alfredo Foni ancora alla guida dei lagunari.

## Palmarès

### Allenatore

#### Competizioni nazionali
- Serie B: 1

Modena: 1942-1943